# DKW F 91
Der DKW Sonderklasse war ein Pkw der Auto Union GmbH, der im März 1953 auf der Internationalen Automobilausstellung (IAA) in Frankfurt vorgestellt wurde. Er hatte den internen Namen Typ F 91 und entsprach weitgehend dem für 1940 geplanten DKW F 9. Während sein Vorgänger, der DKW F 89 im Gegensatz zum IFA F 9 noch vom Zweizylindermotor des DKW F 8 angetrieben wurde (daher DKW F 8-9), hatte der F 91 einen Dreizylindermotor, daher DKW F 9-1.

## Modellgeschichte

### Allgemeines
Von März 1953 bis September 1955 wurden in Düsseldorf 57.407 Limousinen und Coupes produziert, zusätzlich fertigte Karmann 1550 zwei- und viersitzige Cabriolets. Der bis Juni 1957 weiter produzierte Kombi Universal brachte es auf 15.193 Stück.
Von der DKW-Meisterklasse mit quer eingebautem Zweizylinder-Zweitaktmotor unterschied sich die Sonderklasse in erster Linie durch einen längs vor der Vorderachse stehenden Dreizylindermotor mit 897 cm³ Hubraum und 34 PS (25 kW) und ein neues Getriebe längs hinter der Achse mit Lenkradschaltung anstelle der Krückstockschaltung am Armaturenbrett. Wie vorher war es ein Zweitaktmotor mit Umkehrspülung und ein teilsynchronisiertes 4-Gang-Getriebe (2. 3. und 4. Gang synchronisiert) oder ein vollsynchronisiertes 3-Gang-Getriebe. Außerdem gab es wieder den für DKW typischen Freilauf. Auch der Kühler stand wie bei der Meisterklasse hinter dem Motor und nicht vorn hinter dem Kühlergrill. Neuerungen waren schrägstehende Teleskopstoßdämpfer an der hinteren Schwebeachse.
Äußerlich unterschied sich die Sonderklasse vom Vorgänger durch einen Kühlergrill mit nur fünf statt neun Querleisten. Ab 1954 war sie auch als viersitziges Coupé mit hinterer Panoramascheibe erhältlich, wie bereits auf der IAA 1953 zu sehen. Das Coupé hatte voll versenkbare Seitenscheiben vorn und hinten und keine B-Säule („Hardtop-Coupé“). Als besondere Ausstattungsdetails hob die Werbung des Herstellers Lichthupe, Benzinuhr und automatisches Einschalten der Innenbeleuchtung beim Öffnen der rechten Tür hervor.

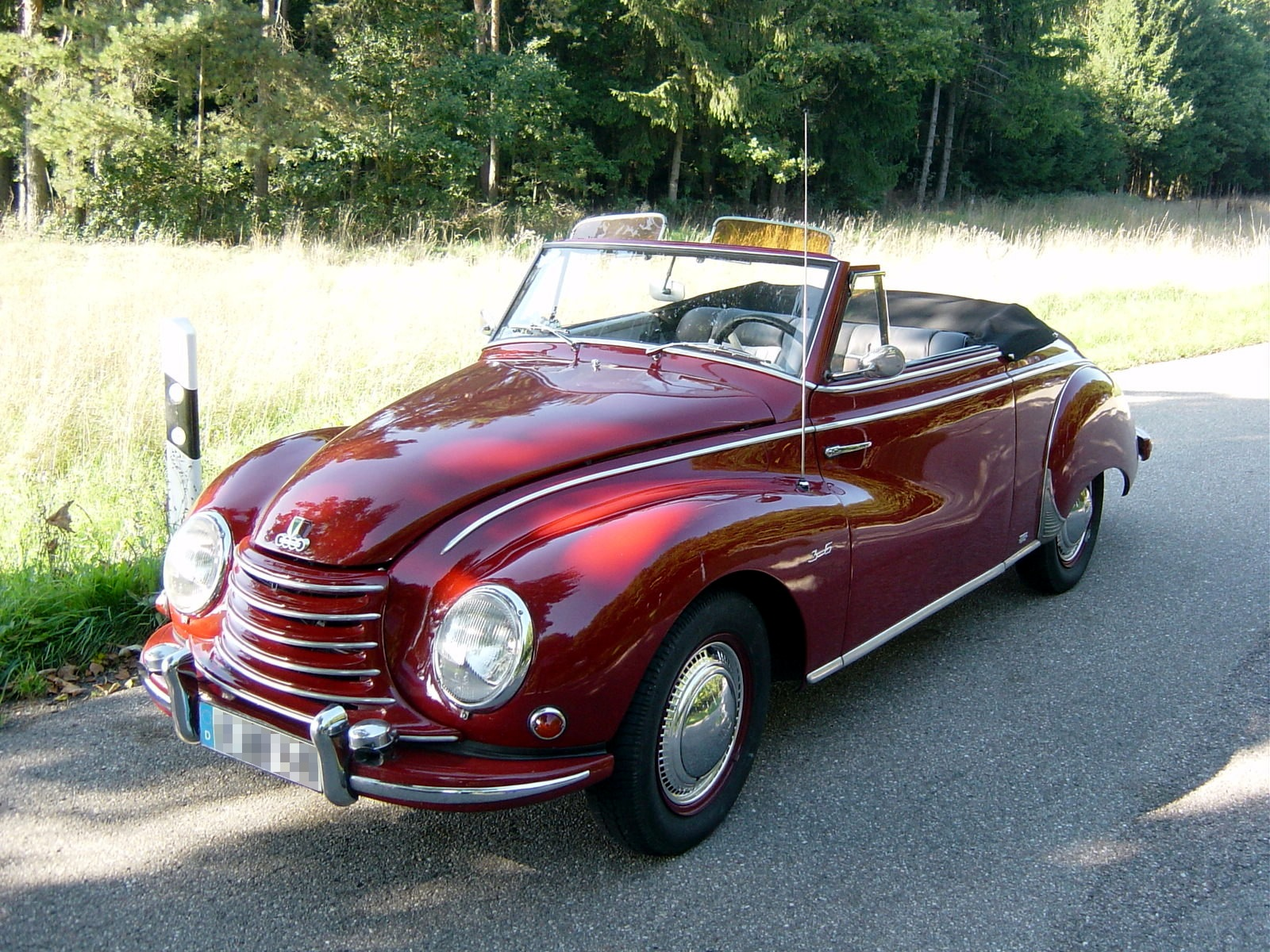
DKW F 91 Sonderklasse Cabriolet
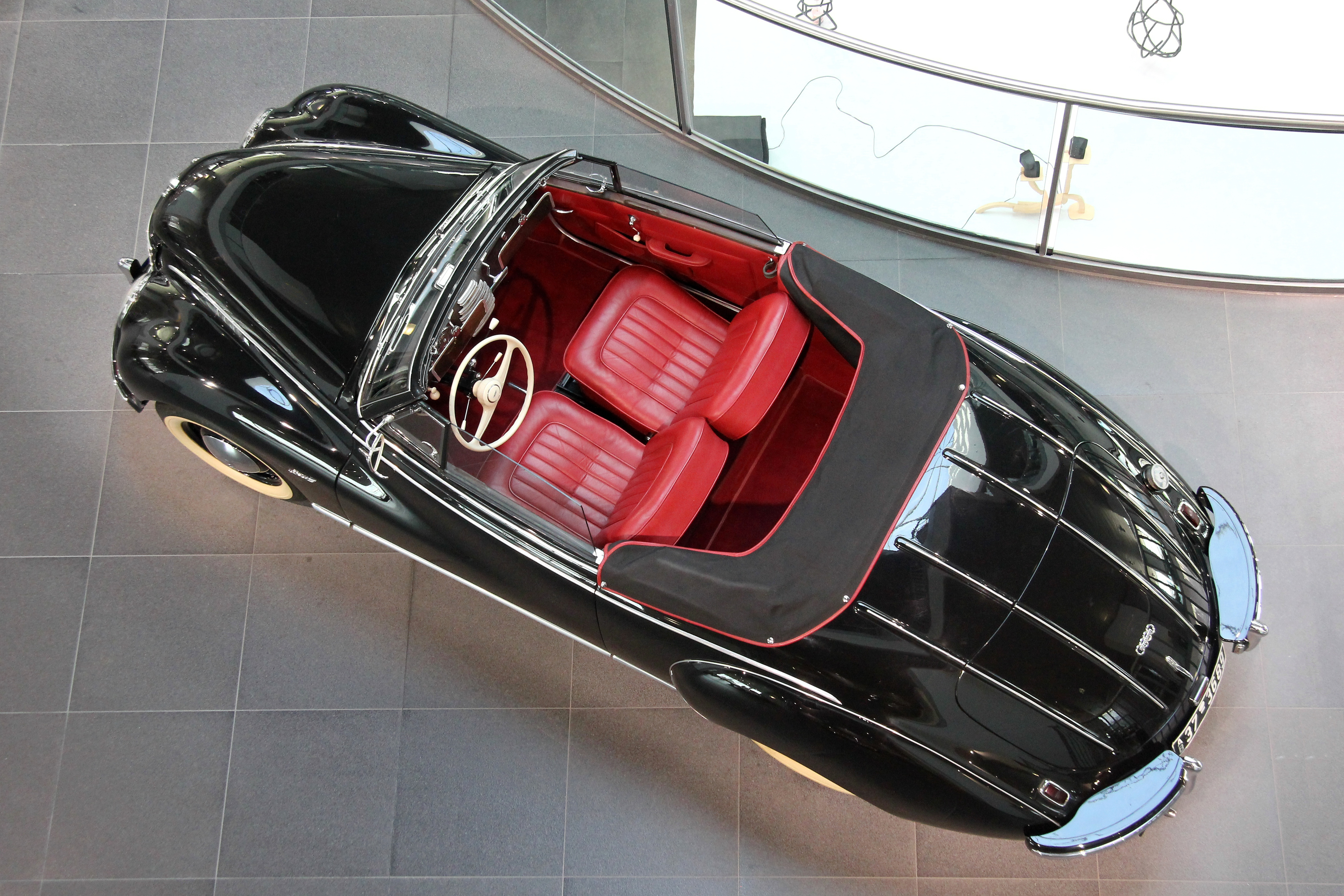
Blick in den Innenraum des DKW-Cabriolets mit Karmann-Karosserie im museum mobile in Ingolstadt
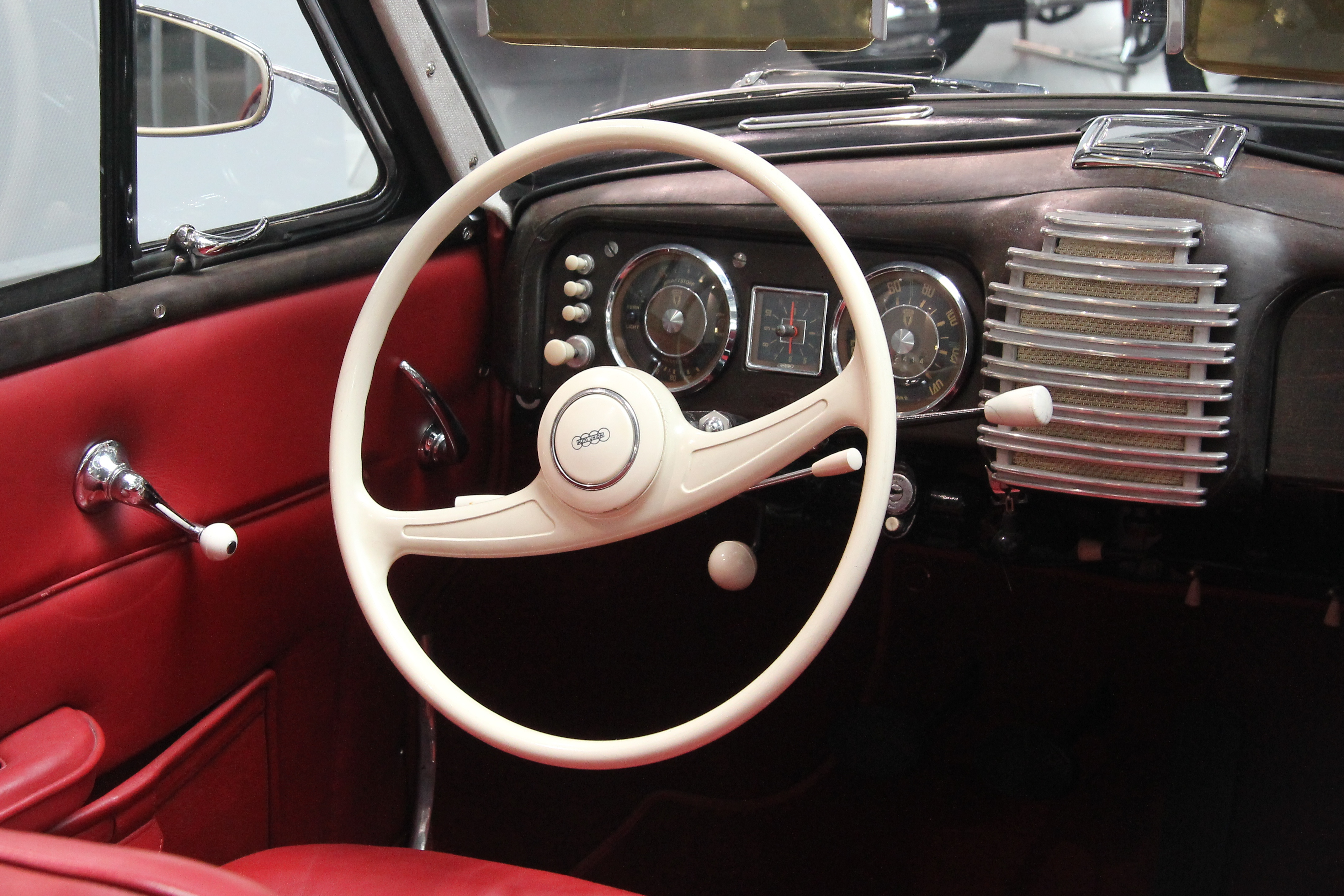
… mit Lenkradschaltung

## Technische Daten
| Fahrzeugtyp:                    | DKW F 91 Sonderklasse                                                                                                  |                                      |
| ------------------------------- | --- | ------------------------------------ |
| Motor:                          | 3-Zylinder-Reihen-Zweitakter                                                                                           |                                      |
| Hubraum:                        | 896 cm³ |                                      |
| Bohrung × Hub:                  | 71 mm × 76 mm |                                      |
| Leistung:                       | 25 kW (34 PS) bei 4000/min                                                                                             |                                      |
| Verdichtung:                    | 6,5 : 1 |                                      |
| Kühlung:                        | Wasserkühlung (Thermosiphon), Ventilator über Keilriemen angetrieben                                                   |                                      |
| Vergaser:                       | 1 Solex Fallstrom 40 BIC oder 40 ICB                                                                                   | 1 Solex Fallstrom 40 BIC oder 40 ICB |
| Schmierung:                     | Kraftstoff-Öl-Mischung 1:25                                                                                            |                                      |
| Getriebe:                       | 3-Gang-Getriebe vollsynchronisiert 4-Gang-Getriebe* mit Freilauf (2., 3. und 4. Gang synchronisiert), Lenkradschaltung |                                      |
| Radaufhängung vorn:             | Querlenker unten und hoch liegende Querblattfeder, Teleskopstoßdämpfer                                                 |                                      |
| Radaufhängung hinten:           | Starrachse (Schwebeachse) an Längslenkern und hoch liegender Querblattfeder, Teleskopstoßdämpfer                       |                                      |
| Karosserie:                     | Kastenrahmen mit Ganzstahlkarosserie                                                                                   |                                      |
| Lenkung:                        | Zahnstangenlenkung |                                      |
| Bremsen:                        | hydraulisch betätigte Trommelbremsen, vorn Duplex                                                                      |                                      |
| Radstand:                       | 2350 mm (Universal: 2500 mm)                                                                                           |                                      |
| Spurweite vorn/hinten:          | 1190/1250 mm |                                      |
| Reifengröße:                    | 5.60–15 |                                      |
| Maße L × B × H:                 | 4225 mm × 1595 mm × 1450 mm (Universal: 4170 mm × 1520 mm × 1555 mm)                                                   |                                      |
| Eigengewicht (ohne Kraftstoff): | 895 kg |                                      |
| Höchstgeschwindigkeit:          | 115 km/h (Werksangabe)                                                                                                 |                                      |

- Gegen Ende der verhältnismäßig kurzen Bauzeit war ein 4-Gang-Getriebe erhältlich (zweiter bis vierter Gang synchronisiert).

Die Werbung sprach dem Dreizylinder-Zweitakter die Laufruhe und Vibrationsfreiheit eines Sechszylinder-Viertakters zu, was nicht den Tatsachen entsprach, weil die Vibrationen oder auch die Vibrationsfreiheit eines Hubkolbenmotors nicht mit der Anzahl der Zündungen je Kurbelwellenumdrehung zusammenhängt. Der Normverbrauch nach DIN 70030 (mit gleichbleibend Dreiviertel der Höchstgeschwindigkeit, höchstens jedoch 110 km/h, auf ebener Strecke) war mit 7,8 l/100 km relativ gering.